# Sylvie Vartan (rose)
'Sylvie Vartan' est un cultivar de rosier (nom d'obtention Evesylva) créé par l'obtenteur André Eve en 1969. Elle doit son nom à la chanteuse française Sylvie Vartan.

## Description
C'est la première création d'André Eve, : un rosier polyantha au feuillage vert foncé. La fleur d'un rose soutenu de 8 à 10 cm de largeur et à 35-40 pétales est légèrement parfumée et sa floraison est abondamment remontante. Les fleurs s'ouvrent d'abord en rosette avant de prendre la forme pleine d'une pivoine.
Cette rose résistante aux maladies est idéale pour les mixed-borders et les plates bandes et pour les fleurs coupées. Le rosier peut atteindre 90 cm de hauteur. On peut notamment l'admirer à Orléans, à la roseraie Jean-Dupont, conservatoire des roses orléanaises.